# Maria von Vetsera
Baronesa Marie Alexandrine von Vetsera, numită în familie Mary (n. 19 martie 1871 la Viena - d. 30 ianuarie 1889 la Castelul Mayerling), a fost o nobilă austriacă și iubita prințului moștenitor Rudolf al Austro-Ungariei.

## Biografie
Mary Vetsera a fost cel de-al treilea dintre cei patru copii ai lui Albin Johannes „Cavaler von Vetsera” (devenit baron în 1870), diplomat originar din Bratislava (1825 – 1887), și al soției sale Helene Baltazzi (1847 – 1925), care fusese născută într-una dintre cele mai bogate familii (de origine grecească) din Constantinopol.
Mary era, la fel ca multe alte fete la acea vreme, fascinată de Rudolf, prințul moștenitor al tronului Austro-Ungariei. Pe 12 aprilie 1888 Mary îl cunoscuse personal la o cursă de cai de la hipodromul Freudenau. Contesa Marie Louise von Larisch-Wallersee, verișoara lui Rudolf care avusese o aventură cu unchiului lui Mary, Heinrich Baltazzi, a înlesnit întâlnirile celor doi tineri. Gabriel Dubray, profesorul de franceză și confidentul lui Mary, a scris într-un articol pentru jurnalul parizian „Le Matin”, că după această întâlnire comportamentul și starea de spirit ale fetei s-au schimbat în mod vizibil și că vorbea cu mare entuziasm despre prințul moștenitor. Mary Vetsera citea zilnic știrile din presa care se ocupa de viața mondenă, colecționa fotografii și informații referitoare la Rudolf. Când mama ei a observat entuziasmul fiicei ei pentru prinț, a plecat cu ea într-o călătorie în Anglia încercând să îi îndrepte interesul în altă direcție. La începutul lui septembrie Mary i-a trimis prințului o scrisoare înflăcărată la care acesta a răspuns după șase săptămâni propunându-i o întâlnire în Prater. În acest scop Mary a rugat-o pe prietena ei Marie Louise von Larisch-Wallersee să îi fie doamnă însoțitoare. Pe 5 noiembrie 1888 a avut loc prima lor întâlnire privată în apartamentul prințului, la Hofburg (Viena). Întâlnirile secrete au continuat în următoarele luni, fiind înlesnite de Marie Louise, de Agnes Jahoda, camerista tinerei Mary, și de Joseph Bratfisch, vizitiul privat al prințului moștenitor. Nudul baronesei Vetsera, tablou al cărui autor este necunoscut și care în prezent face parte din Colecția de mobilă imperială din Viena, a fost probabil pictat la comanda lui Rudolf.

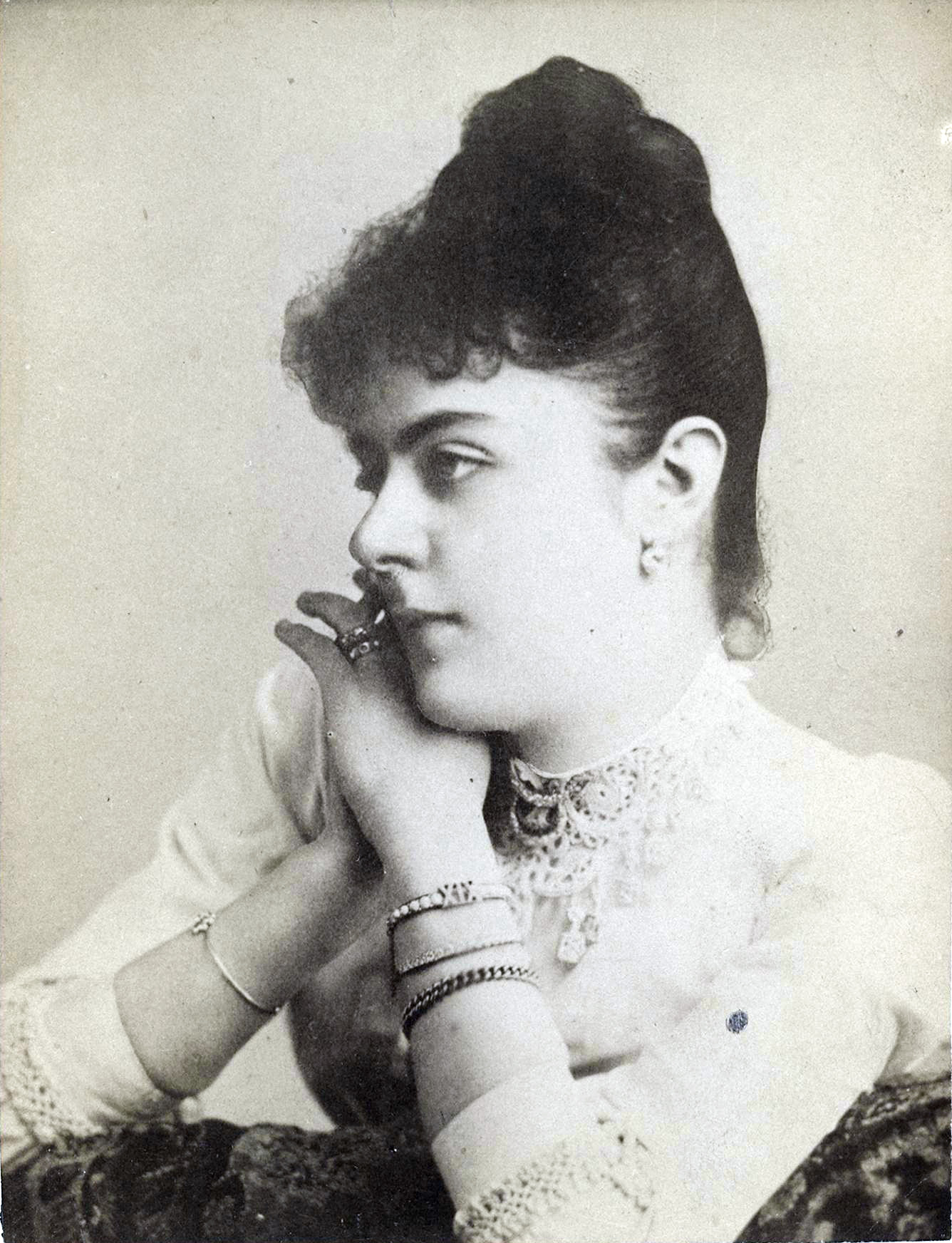
Baroneasa Mary von Vetsera

Pe 28 ianuarie 1889 în jurul orei 15:30, Rudolf a sosit la castelul său de vânătoare din Mayerling. Mary a ajuns acolo un pic mai târziu, adusă de vizitiul Joseph Bratfisch. Prințul petrecuse noaptea precedentă la iubita sa Mizzi Kaspar. Agentul de poliție Florian Meissner, care era responsabil cu supravegherea lui Rudolf, a declarat ulterior: „Luni, 28.1.1889 a fost cu Mizzi până la ora 3 dimineața, a băut multă șampanie, i-a dat zece guldeni îngrijitorului casei ca recompensă. La despărțirea de Mizzi, contrar obiceiului său, a făcut semnul crucii pe fruntea ei. De la Mizzi a plecat (direct?) către Mayerling.” 
Valetul lui Rudolf, Johann Loschek, a descoperit cele două cadavre în dimineața zilei de 30 ianuarie. Un grup foarte restrâns de funcționari imperiali (incluzând medicul familiei imperiale medicul Wiederhofer) a fost trimis la Mayerling pentru a constata cele întâmplate. S-a stabilit că baroneasa Vetsera s-a sinucis prin împușcare în cap de la mică distanță. Deoarece glonțul fatal pătrunsese în zona craniului prin partea stângă sus și ieșise prin spatele urechii drepte, iar Mary era dreptace, există îndoieli considerabile că ea a tras cu arma.
Există diferite teorii despre cauzele și evoluția evenimentelor. Afirmația că Rudolf a intrat în relația cu Vetsera, în principal pentru că ea părea partenera potrivită planurilor sale de sinucidere, nu a putut fi dovedită pe baza surselor disponibile până acum.
Fără a se face o anchetă judiciară, doi unchi ai baronesei au fost chemați să îndepărteze cadavrul tinerei din castelul de la Mayerling și să îl înmormânteze cât mai discret. Mamei ei i-a fost interzis să participe.
Mary a fost înmormântată în dimineața zilei de 1 februarie în cimitirul Mânăstirii cisterciene din Heiligenkreuz, în prezența unchilor ei, Alexander Baltazzi și contele von Stockau. În mai 1889, Helene Vetsera a comandat construirea unei cripte, iar sicriul din lemn a fost înlocuit cu unul costisitor, din cupru. În 1925 în fondul disponibil pentru întreținerea mormântului mai rămăseseră doar zece coroane.

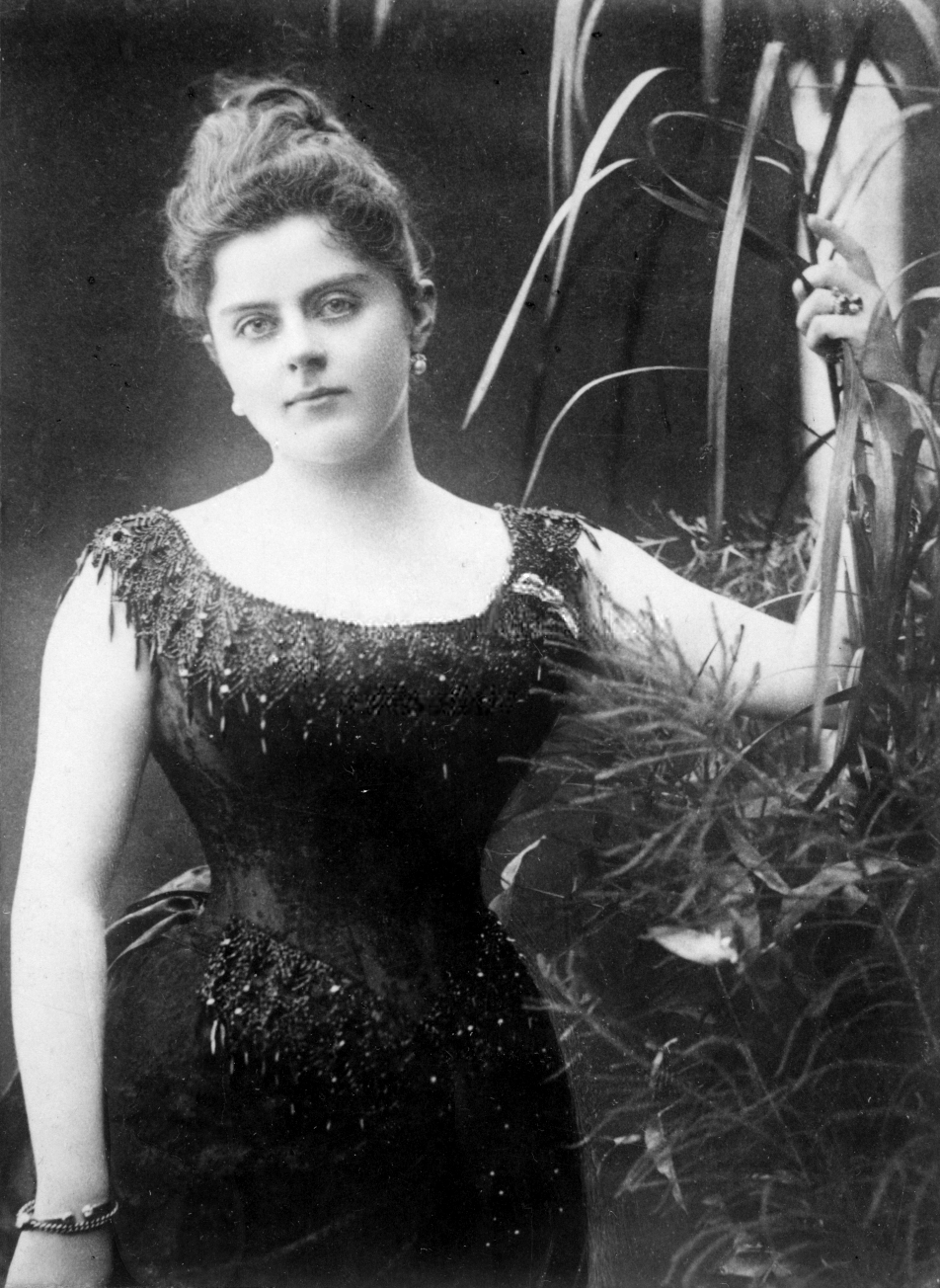
Baroneasa Mary von Vetsera

În 2015, scrisorile de rămas bun scrise de Mary Vetsera, despre care se credea că fuseseră pierdute, au fost găsite într-un sertar cu valori al Băncii Schoeller, aflându-se în prezent la Biblioteca Națională a Austriei cu titlul de împrumut permanent.  
În perioada imediat următoare tragediei, dar și mai târziu, s-au făcut multe speculații în legătură cu posibila explicație a celor întâmplate. Iată câteva dintre acestea:
- Rudolf a fost victima unei conspirații internaționale;
- Rudolf a fost implicat în organizarea unui puci îndreptat împotriva tatălui său, împăratul Franz Iosef;
- unchii baronesei Vetsera l-au ucis pe Rudolf lovindu-l cu o sticlă de șampanie, în încercarea de a o lua pe Mary de la Mayerling;
- Mary a fost victima unui avort nereușit, iar Rudolf s-a sinucis de supărare.[20]

Mai mult sau mai puțin hilare, rupte sau nu de realitate, aceste speculații au fost alimentate de faptul că familia imperială s-a străduit să dea acestei tragedii o explicație cât mai plauzibilă (oficialii emițând diferite variante chiar din prima zi) în speranța că memoria prințului moștenitor nu va rămâne pătată.

## Profanarea și jefuirea mormântului
În aprilie 1945 cripta a fost jefuită de soldații sovietici. După retragerea armatei ruse în 1955, pagubele au fost reparate doar superficial. Pe 7 iulie 1959 rămășițele baronesei au fost reîngropate într-un nou sicriu din tablă de zincată.

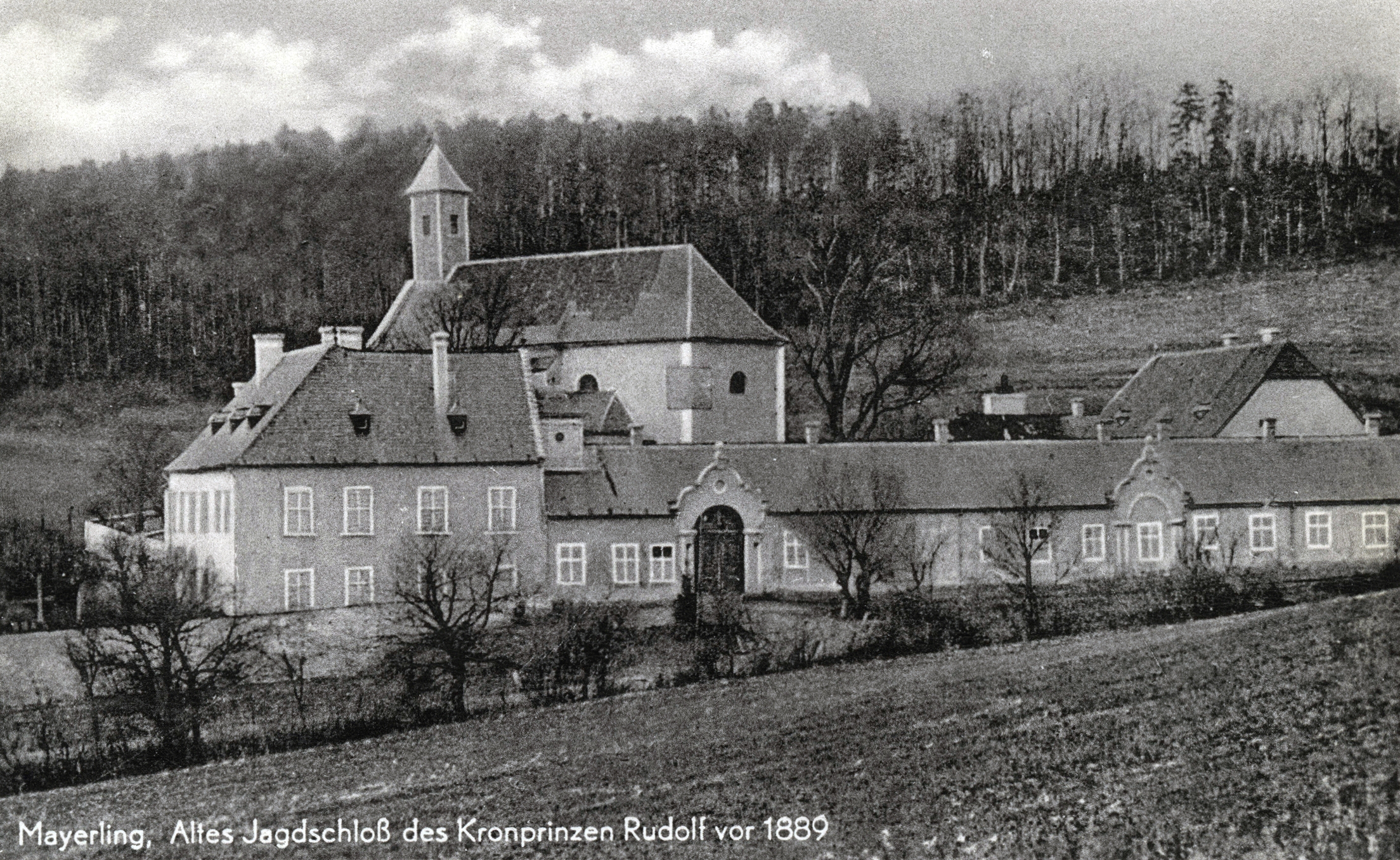
Castelul de vânătoare de la Mayerling (în 1889)

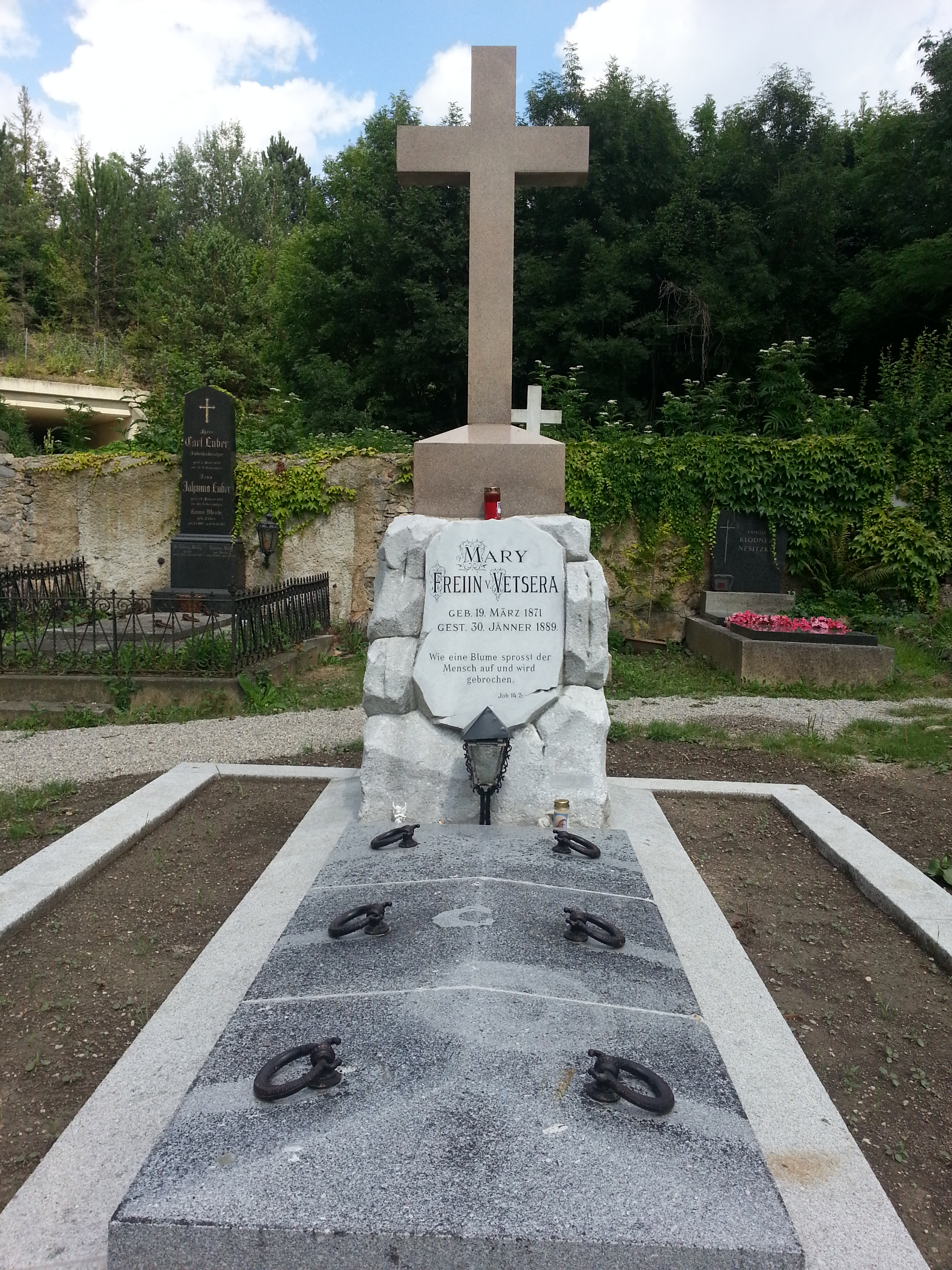
Mormântul Mariei Vetsera în cimitirul Mănăstirii Heiligenkreuz

Mary Vetsera a suscitat din nou interes în decembrie 1992. Ziarele au relatat despre o presupusă profanare a mormântului din cimitirul mânăstirii Heiligenkreuz. Cripta a fost deschisă apoi în prezența unor oficiali ai statului și sicriul a fost găsit gol. Osemintele se aflau la Helmut Flatzelsteiner din Puchenau, care se ocupa cu vânzarea de mobilă și care obsedat de „mitul Mayerling”. Împreună cu două ajutoare el furase rămășițele din sicriu pe 8 iulie 1991 pentru a fi examinate într-un laborator de medicină legală.   Cazul a fost descoperit de jurnalistul vienez Georg Markus care l-a raportat poliției. După recuperarea rămășițelor, familia Baltazzi-Vetsera a aprobat o analiză criminalistică, dar a retras această aprobare înainte ca ancheta să fie finalizată. Helmut Flatzelsteiner, care a numit într-o monografie actul său ca „răpire”, a scăpat de urmărire penală, deoarece procurorul responsabil din Wiener Neustadt a renunțat la plângerea penală și după un proces civil a fost obligat să plătească mânăstirii Heiligenkeruz daune de 27500 Schilling (1999 Euro).
Pe 28 octombrie 1993 osemintele au fost puse într-un nou sicriu, iar cripta a fost umplută cu pământ pentru a împiedica o nouă profanare.
Deoarece familia Baltazzi-Vetsera a refuzat între altele și analiza ADN pentru a determina identitatea oaselor, până acum este sigur doar că în acest mormânt se află rămășițele unei femei de aproximativ 18 ani, decedată de aproximativ 115 ani și al cărui craniu are două orificii provocate de glonț (unul de intrare și unul de ieșire). Testele făcute au stabilit că părul avea urme de praf de pușcă. Hainele corespund epocii amintite și provin din magazinele vieneze de modă unde familia Vetsera obișnuia să facă cumpărături.
În 2007 vechiul sicriu din cupru a fost regăsit întâmplător la mănăstirea Heiligenkreuz. Acesta a fost restaurat și se află expus în muzeul de la Mânăstirea Carmelitelor din Mayerling. Altarul aceastei mânăstiri a fost ridicat pe locul unde se afla camera în care s-a petrecut tragedia în 1889. Castelul de la Mayeling a devenit mânăstire a maicilor carmelite în 1891, la dorința familiei imperiale, în memoria prințului moștenitor Rudolf.